# Lokman Slim
Pour les articles homonymes, voir Slim.
Lokman Mohsen Slim (en arabe : لقمان محسن سليم  ; ) est un éditeur libanais, militant social et politique indépendant, né le 17 juillet 1962 à Haret Hreik et mort assassiné le 4 février 2021 dans la région de Nabatieh. 
Il vivait et travaillait dans la banlieue sud de Beyrouth, le grand Beyrouth, le Sud-Liban et la vallée de Bekaa,. Il était également un commentateur de renommée internationale sur la politique libanaise et au Moyen-Orient.

## Jeunesse et carrière
Lokman Slim est né à Haret Hreik (près de Beyrouth) en 1962, où il a vécu jusqu'à son déménagement en France en 1982 pour étudier la philosophie à la Sorbonne. Il est retourné à Beyrouth en 1988. Deux ans plus tard, il a fondé la maison d'édition Dar al Jadeed, qui publie la littérature arabe et des essais de contenu controversé. Ses publications vont des livres interdits par La Sûreté Générale  (services secrets libanais) aux premières traductions en arabe des écrits de Muhammad Khatami, l'ancien président réformiste iranien, qui ont suscité une controverse au sein de la communauté chiite au Liban. Plusieurs articles, essais et traductions de Slim ont été publiés dans des journaux et des livres anglais, français et arabes.

## L'art comme activisme politique
En 2001, Slim est entré dans le cinéma avec la création d'Umam Productions, qui a produit plusieurs films, dont Massaker co-réalisé par L. Slim et lauréat du prix Fipresci au Festival international du film de Berlin en 2005. Ce film documentaire sur le massacre de Sabra et Chatila au Liban en 1982 convoque les témoignages de bourreaux qui ont participé à l'exécution du crime. 
En 2004, Lokman Slim cofonde Umam Documentation & Research (D&R), une organisation à but non lucratif basée dans la banlieue sud de Beyrouth de Haret Hreik, où l'organisation crée une archive ouverte de documents concernant l'histoire sociale et politique du Liban. L'organisation organise et facilite des expositions dans son célèbre « Hangar » pour que les artistes abordent ouvertement les cicatrices de la guerre civile libanaise (1975–1990), considérée comme taboue et enseignée ni au primaire ni au lycée. Umam organise également des projections de films, des expositions d'art et des discussions sur la violence civile et la mémoire de guerre. 
L'une des expositions en cours d'Umam depuis 2008 est « Missing », un collage de photographies représentant des personnes portées disparues pendant la guerre du Liban. L'exposition est présentée en collaboration avec le Comité des proches des enlevés et des disparus au Liban, le Soutien aux Libanais en détention et en exil, et le Comité des familles des détenus libanais en Syrie avec des centaines de personnes liées aux disparus. 
En 2016, Lokman Slim coréalise avec Monika Borgmann un film documentaire intitulé Palmyre portant sur la prison syrienne de Tadmor, lieu emblématique de la répression sous la dictature de Hafez el-Assad. Le film qui a obtenu le prix du  « meilleur film politique de l'année » au festival du film de Hambourg convoque les témoignages de victimes, d'anciens détenus libanais enlevés et incarcérés arbitrairement dans les années 1980-1990. 

## L'éducation civique comme moteur du changement politique

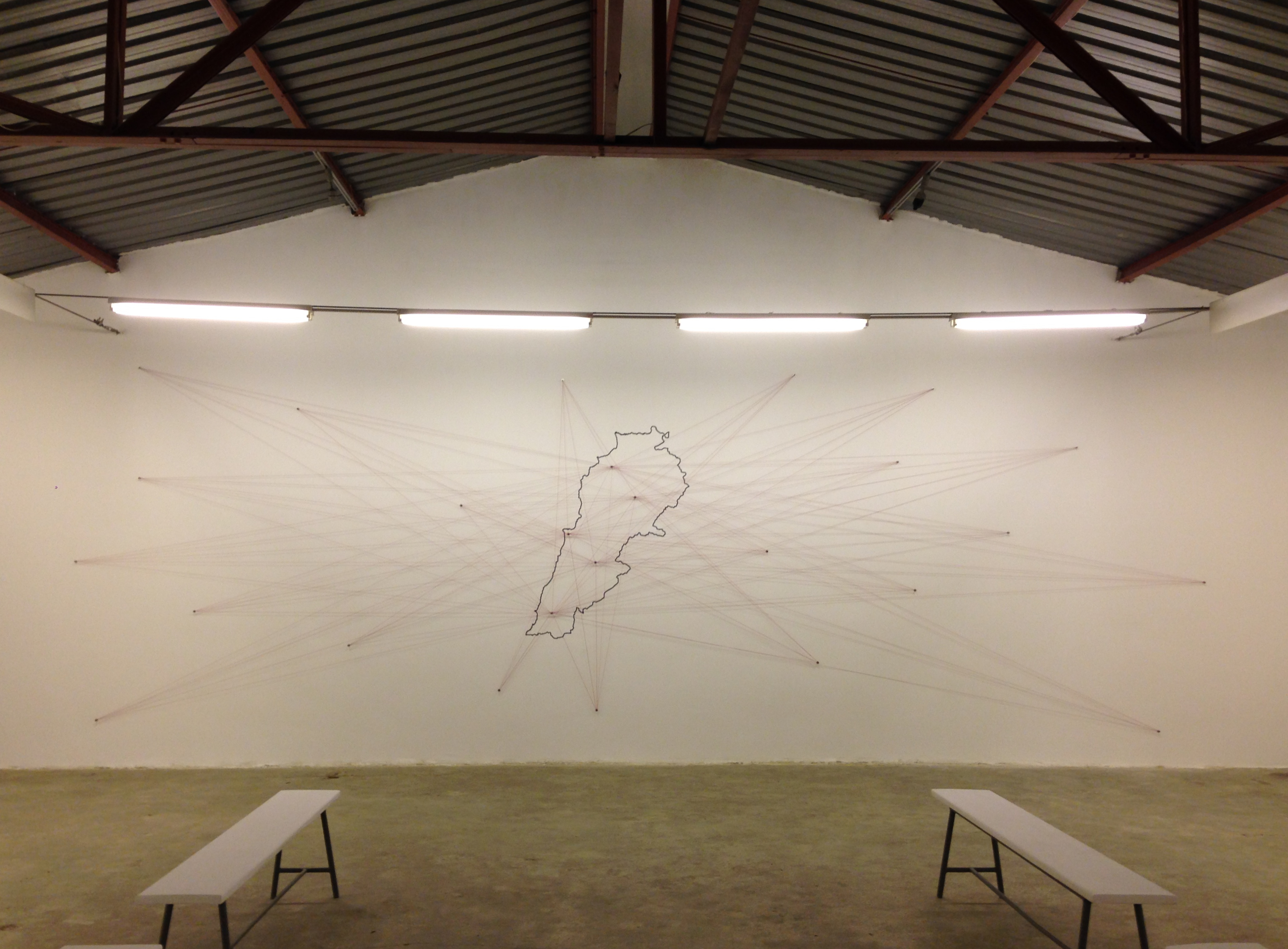
Le Hangar en 2018.

Le projet le plus récent de Slim est Hayya Bina (HB), une initiative qui a débuté lors des élections législatives de 2005 au Liban dans le but de promouvoir l'implication des citoyens dans le processus politique et de s'opposer au système sectaire du Liban. Slim lui-même a comparé les communautés sectaires basées sur la religion à « des cellules dans lesquelles les Libanais sont emprisonnés » Hayya Bina met en œuvre des projets dans tout le pays, travaillant en particulier dans les communautés chiites du Sud-Liban, le « Dahieh » de Beyrouth, le Mont-Liban et les régions de la vallée de la Bekaa.

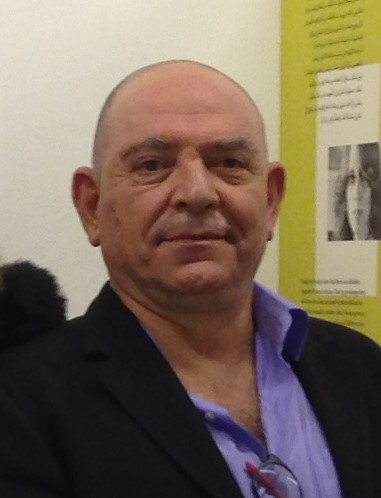
Slim dans le Hangar, en 2018.

En 2008, Hayya Bina a participé en tant que partenaire au projet « Citoyen Liban » du National Democratic Institute (NDI). Parallèlement aux formations sur le leadership et la participation civique menées par le NDI, Hayya Bina a dirigé un certain nombre de projets de plaidoyer public dans les régions chiites du Liban. À Baalbek, le personnel de terrain de Hayya Bina a organisé un projet sur les pesticides afin de contribuer à stimuler l'économie des agriculteurs locaux ; à Shmustar, le personnel s'est coordonné avec les résidents pour plaider publiquement en faveur des services de collecte des ordures afin de prévenir la propagation des maladies transmissibles ; à Hermel, un projet régional d'assainissement de la rivière Assi. Ce projet comprenait des activités de sensibilisation à l'environnement, des journées de nettoyage et des discussions formelles avec des élus.
Hayya Bina continue de mettre en œuvre le seul programme national d'éducation en anglais du Liban pour les femmes adultes, « Teach Women English », qui recrute des enseignants dans les zones rurales afin d'amener des classes dans les zones économiquement défavorisées du sud et de la vallée de la Bekaa. La pédagogie du programme combine la grammaire formelle avec des nœuds de fond, tels que les droits de l'homme, l'instruction civique, le lieu de travail et le vocabulaire à la maison. L'accent interrégional du programme a également permis aux enseignants ruraux qui n'ont jamais quitté leur village de voyager à travers le pays pour des programmes de formation des enseignants. 

## Assassinat
Le 4 février 2021, Lokman Slim est retrouvé mort dans sa voiture dans la région de Nabatieh. Selon L'Orient-Le Jour, « le spectre de l'assassinat politique refait surface au Liban et l'ombre du Hezbollah plane sur lui ». Le meurtre ayant été commis dans un bastion du parti islamiste, et Lokman Slim ayant été victime de menaces de la part de sympathisants du Hezbollah, l'acte criminel est généralement attribué à ce parti. Les autorités ont déclaré que L. Slim avait été « tué de cinq balles, quatre dans la tête et une dans le dos  ». 
Jean-Pierre Perrin évoque un possible lien entre l'assassinat et les prises de parole récentes de L. Slim concernant l'explosion au port de Beyrouth qui avait dévasté une partie de la capitale libanaise six mois plus tôt. Lokman Slim avait en effet accusé ouvertement le parti libanais Hezbollah et le régime de Damas d’être responsables, avec la complicité de la Russie, de l'explosion au port de Beyrouth le 4 août 2020, quelques semaines avant son assassinat.